# Aroma de verano
Aroma de verano (en hangul, 여름향기; romanización revisada, Yeoreulhyanggi) es una serie de televisión surcoreana emitida por KBS 2TV desde el 7 de julio hasta el 8 de septiembre de 2003. Es protagonizada por Song Seung Heon, Son Ye Jin, Ryu Jin y Han Ji Hye. Aroma de verano es la tercera de una tetralogía de series compuesta por Otoño en mi corazón de 2000, Sonata de invierno de 2002 y El vals de primavera de 2006, cada una de ellas ambientadas en una estación del año.
Dirigida por Yoon Seok Ho y con una duración de 20 episodios, Aroma de verano, se diferencia de las otras tres series que planteaban una historia de amor donde los protagonistas se aman desde la infancia o adolescencia y que por algún hecho trágico su destino se ha visto truncado, en esta ocasión, un suceso místico ocasiona que sus corazones comiencen a latir nuevamente.

## Sinopsis
El primer amor de Yoo Min-woo (Song Seung-heon) es Seo Eun-hye (Shin Ae), quien fallece en un accidente automovilístico. Sin el conocimiento de Min-woo, los padres de Eun-hye deciden donar sus órganos. Shim Hye-won (Son Ye-jin) es quien recibe su corazón en un trasplante y, si bien, desconoce quién fue su donante, siente mucha curiosidad y gratitud por esta persona, pues está convencida de que no solo le dio la oportunidad de vivir, sino que también cambió su personalidad, transformándola en alguien más alegre.
Con la pena de haber perdido a su amor, Min-woo se va a Italia a estudiar. Al regresar a Corea, el destino lo reúne con Hye-won en una serie de encuentros fortuitos. Él se siente culpable hacia Eun-hye, porque comienza a tener sentimientos por Hye-won. Por otra parte, Hye-won descubre que el corazón le late más rápido cuando Min-woo está cerca. 
Casualmente, Min-woo es contratado como arquitecto para un proyecto hotelero denominado "Summer Scent", donde Hye-won es la encargada de los arreglos florales y la jardinería. El proyecto es llevado a cabo por la compañía de Park Jung-jae (Ryu Jin), quien es el prometido de Hye-won. La hermana menor de Jung-jae, Park Jung-ah (Han Ji-hye), conoció a Min-woo en Italia y se enamoró de él. 
En un inicio, Min-woo y Hye-won ocultan sus encuentros previos, actuando como si se acabaran de conocer. Durante el proyecto, Min-woo comienza a reconocer algunas similitudes entre Eun-hye y Hye-won. Mientras va creciendo la atracción que sienten uno por el otro, la afinidad entre los dos se vuelve cada vez más evidente, despertando las sospechas de Jung-jae y Jung-ah. Cuando finalmente Jung-ah confronta la situación y ellos reconocen sus sentimientos, Jung-ah se enoja y declara que jamás perdonará a Hye-won. Jung-jae, por su parte, prefiere ignorar lo ocurrido, pues ama a Hye-won y no quiere terminar su relación con ella.
La atracción y el amor que sienten mutuamente, llevan a Min-woo y Hye-won a ser valientes y dejar de lado el resto para poder estar juntos. Sin embargo, Hye-won comienza a dudar de los sentimientos que guardan uno por el otro cuando se entera de que el corazón que recibió en el trasplante era el de Eun-hye. Como resultado, decide abandonar a Min-woo, tratando también de enmendar así sus sentimientos de culpa hacia Jung-jae y Jung-ah. Hye-won vuelve al lado de Jung-jae y acepta casarse con él.
Para olvidar a Hye-won, Min-woo decide irse a Italia indefinidamente, pero solo después de verla una última vez. Min-woo se presenta de incógnito en la boda, sin embargo, Hye-won lo descubre cuando su corazón comienza a latir inusitadamente, alertándola de su presencia. Hye-won lo ve cuando él se está marchando, y cae desvanecida al suelo intentando alcanzarlo. Min-woo se apresura a llevarla al hospital, donde Jung-jae le reclama por haber ocasionado el colapso y le pide que se vaya de una vez por todas. Min-woo se compromete a marcharse solo después de que Hye-won le promete que se someterá a una cirugía de corazón, ya que de no operarse seguramente moriría.
Poco después de su llegada a Italia, Min-woo recibe una carta notificándole que Hye-won murió durante la operación. Tres años más tarde, con los recuerdos de Hye-won aún en su corazón, Min-woo regresa a Corea para hacerse cargo de un nuevo proyecto profesional como director de un centro de arte. Durante su ausencia, Hye-won se ha sometido a otro trasplante de corazón y ha rehecho su vida, rompiendo su compromiso con Jung-jae. El destino los vuelve a reunir cuando se encuentran en las escaleras del centro de arte, y el latido anormal del nuevo corazón de Hye-won le señala la presencia de Min-woo, despejando todas las dudas y confirmando la autenticidad del amor que sienten.

## Reparto

### Personajes principales
- Song Seung-heon como Yoo Min Woo.
- Son Ye Jin como Shim Hye Won.
- Ryu Jin como Park Jung Jae.
- Han Ji Hye como Park Jung Ah.

### Personajes secundarios
- Shin Ae como So Eun Hye.
- Jo Eun Sook como Oh Jang Mi.
- Ahn Jung Hoon como Ji Dae Poong.
- Kim Yong Gun.
- Kim Hae Sook.

## Banda sonora
| Track listing |                                      |                 |          |  |
| N.º           | Título                               | Artista         | Duración |  |
| 1.            | «Main Title»                         | Varios artistas | 4:02     |  |
| 2.            | «비밀» (Bimil)                       | Jung In Ho      | 4:10     |  |
| 3.            | «Missing U»                          | Seo Jin Young   | 4:19     |  |
| 4.            | «어쩌면» (Eojjeomyeon)               | Seo Jin Young   | 3:53     |  |
| 5.            | «여름향기» (Yeoreumhyanggi)          | Jung In Ho      | 3:26     |  |
| 6.            | «Serenade»                           | Ham Chun Ho     | 2:28     |  |
| 7.            | «Second Romance»                     | Seo Jin Young   | 4:32     |  |
| 8.            | «여름향기 2» (Yeoreumhyanggi 2)      | Varios artistas | 2:36     |  |
| 9.            | «두 번째 사랑» (Du beomjjae sarang)  | Seo Jin Young   | 4:00     |  |
| 10.           | «어쩌면» (Eojjeomyeon)               | Varios artistas | 2:22     |  |
| 11.           | «Serenade»                           | Yoo Mi Sook     | 4:10     |  |
| 12.           | «비밀» (Bimil)                       | Varios artistas | 2:06     |  |
| 13.           | «두 번째 사랑» (Du beomjjae sarang)  | Ham Chun Ho     | 3:40     |  |
| 14.           | «Love»                               | Seo Jin Young   | 4:01     |  |
| 15.           | «비밀 - Versión en guitarra» (Bimil) | Ham Chun Ho     | 3:56     |  |
| 16.           | «사랑한다면» (Saranghandamyeon)      | Seo Jin Young   | 4:24     |  |
| 17.           | «여우비 - Instrumental» (Yeoubi)     | Varios artistas | 1:55     |  |
| 18.           | «Love - Versión de piano y guitarra» | Ham Chun Ho     | 3:42     |  |

## Emisión internacional
- Filipinas: GMA Network (2004).
- Japón: WOWOW (2004), LaLa TV (2004), TBS-TV (2005), KNTV (2005) y BS 11 (2017).
- Tailandia: Channel 7 (2009).
- Taiwán: SET Metro.